# 函館市立中央小学校
函館市立中央小学校（はこだてしりつちゅうおうしょうがっこう）は、北海道函館市美原2丁目にある公立小学校。

## 沿革
- 1972年（昭和47年）11月22日 - 亀田市教育委員会は、 赤川通町61番地に建築中の新設小学校の校名を「中央小学校」と決定[1]。
- 1973年（昭和48年）
  - 4月1日 - 開校[1]。
  - 12月1日 - 亀田市の函館市への編入により、函館市立中央小学校と改称[1]。
- 2002年（平成14年） - 学校週5日制導入[2]。

## 通学区域
出典
- 富岡3丁目（9番〜22番）
- 美原1丁目（1番〜34番）
- 美原2丁目（全域）
- 美原3丁目（1番〜22番）
- 美原4丁目（1番〜29番、30番(1号〜12号)、34番(8号〜15号)、35番、36番、37番(1号・18号〜32号)）
- 赤川1丁目（1番〜4番）

## 進学先中学校
出典
- 函館市立亀田中学校 - 赤川1丁目と美原2丁目（29番以降のみ）及び美原4丁目を除く地域から通う児童の進学先中学校
- 函館市立赤川中学校 - 赤川1丁目と美原2丁目（29番以降のみ）及び美原4丁目から通う児童の進学先中学校

## 周辺
- 亀田川
- 北海道道100号函館上磯線
- 函館北郵便局
- NHK亀田ラジオ放送所
- 社会福祉法人育栄会神山保育園
- このほか、函館脳神経外科医院等の医療機関があるほか、道道100号線沿いにはMEGAドン・キホーテ函館店などのロードサイド店も点在する。

## アクセス
- 函館バス「中央小学校前」停留所より、
  - 東向き行のりばから、徒歩約340m・約5分。
  - 西向き行のりばから、徒歩約535m・約8分。